# Liste der Kulturdenkmäler in Otzweiler
In der Liste der Kulturdenkmäler in Otzweiler sind alle Kulturdenkmäler der rheinland-pfälzischen Ortsgemeinde Otzweiler aufgeführt. Grundlage ist die Denkmalliste des Landes Rheinland-Pfalz (Stand: 2. August 2023).

## Einzeldenkmäler
| Bezeichnung    | Lage                 | Baujahr      | Beschreibung                                                     | Bild            |
| -------------- | -------------------- | ------------ | ---------------------------------------------------------------- | --------------- |
| Hofanlage      | Bergstraße 5 Lage    | 1865         | Streckhof; spätklassizistische Bruchsteinbauten, bezeichnet 1865 | Fotos hochladen |
| Hofanlage      | Brückenstraße 6 Lage | 1867         | Hakenhof; spätklassizistischer Hausteinbau, bezeichnet 1867      | Fotos hochladen |
| Kriegerdenkmal | Kirner Straße Lage   | 1920er Jahre | Kriegerdenkmal 1914/18, Kunststein, 1920er Jahre                 | Fotos hochladen |